# Phil Bond
Phillip Damone Bond, detto Phil (Louisville, 27 luglio 1954), è un ex cestista statunitense, professionista nella NBA.

## Carriera
Dopo una carriera giovanile alla duPont Manual High School ed all'università di Louisville viene scelto al terzo giro (62ª scelta assoluta) del Draft NBA 1977 dagli Houston Rockets, con i quali gioca sette partite nel successivo campionato NBA.
Con gli Stati Uniti ha disputato i Giochi panamericani di Città del Messico 1975.